# 이영상
이영상(1967년 2월 24일~)은 대한민국의 전 축구 선수이자, 축구 지도자이다.

## 선수 생활

### 클럽 경력
1990 K리그 드래프트에서 유일한 국가대표 출신 선수로 주목 받았던 이영상은 포항제철 아톰즈의 지명을 받아 포항에 입단하였다. 이후 1999년까지 포항 스틸러스에서 10년 동안 원클럽맨으로 활약하며, 236경기에 출장하였다. 이는 포항 스틸러스 통산 4위에 해당하는 기록이다.
2013년 포항 스틸러스의 창단 40주년을 맞이하여 헌액한 명예의 전당 13인에 이름을 올렸다.

### 국가대표 경력
1989년 8월 말보로컵 친선대회 미국과의 경기에서 A매치에 데뷔하였다.

## 수상

### 포항 스틸러스
- K리그 우승 1회 (1992년)
- FA컵 우승 1회 (1996년)
- 리그컵 우승 1회 (1993년)
- 아시안 클럽 챔피언십 우승 2회 (1997년, 1998년)